# Joëlle Hache
Joëlle Hache ist eine französische Filmeditorin.

## Leben
Seit ihrem Schnittdebüt 1973 mit Der Koffer in der Sonne kann Joëlle Hache auf eine fast 40-jährige Karriere als Editorin zurückblicken, bei der sie sowohl nationale wie auch internationale Filme schnitt. Mit dem Regisseur Patrice Leconte verbindet sie eine langjährige Zusammenarbeit. So montierte sie für ihn nicht nur Die Witwe von Saint-Pierre, Intime Fremde, sondern auch Die Verlobung des Monsieur Hire, Der Mann der Friseuse und Ridicule – Von der Lächerlichkeit des Scheins, für die sie jeweils eine César-Nominierung für den Besten Filmschnitt erhielt. Insgesamt erhielt sie fünf Nominierungen, aber wurde bisher nicht ausgezeichnet.

## Filmografie (Auswahl)
| - 1973: Der Koffer in der Sonne (La valise) - 1977: Warum nicht! (Pourquoi pas!) - 1984: Die Spezialisten (Les spécialistes) - 1987: Ein unzertrennliches Gespann (Tandem) - 1988: Camille Claudel - 1989: Die Verlobung des Monsieur Hire (Monsieur Hire) - 1990: Der Mann der Friseuse (Le mari de la coiffeuse) - 1991: Urga (Урга — территория любви) - 1992: IP5 – Insel der Dickhäuter (IP 5 – L’île aux pachydermes) - 1993: Fanfan & Alexandre (Fanfan) - 1994: Das Parfum von Yvonne (Le parfum d’Yvonne) - 1994: Farinelli (Farinelli – Voce regina) - 1995: Unschuldige Lügen (Innocent Lies) - 1996: La Tournée – Bühne frei für drei Halunken (Les grands ducs) - 1996: Ridicule – Von der Lächerlichkeit des Scheins (Ridicule) - 1997: Alle meine Väter (Une chance sur deux) - 1998: B. Monkey - 1999: Die Frau auf der Brücke (La fille sur le pont) - 2000: Die Witwe von Saint-Pierre (La veuve de Saint-Pierre) | - 2001: Straße der heimlichen Freuden (Rue des plaisirs) - 2002: Das zweite Leben des Monsieur Manesquier (L’homme du train) - 2002: Semana Santa – Die Bruderschaft des Todes (Semana Santa) - 2004: Im Spiegel des Bösen (À ton image) - 2004: Dogora (Dogora – ouvrons les yeux) - 2004: Intime Fremde (Confidences trop intimes) - 2006: Mein bester Freund (Mon meilleur ami) - 2007: Sous les toits de Paris - 2008: Bouquet final - 2011: La fille du puisatier - 2012: Und nebenbei das große Glück (Un bonheur n’arrive jamais seul) - 2013: Ein Versprechen (A Promise) - 2014: Nur eine Stunde Ruhe! (Une heure de tranquillité) - 2015: Der Sommer von Sangailé (Sangailes vasara) - 2015: Zwei Freunde (Les deux amis) - 2017: La Mélodie – Der Klang von Paris (La mélodie) - 2018: Verliebt in meine Frau (Amoureux de ma femme) - 2018: Ein Mann zum Verlieben (L’Homme fidèle) - 2022: Maigret |

## Auszeichnungen
- César
  - 1989: Bester Schnitt – Camille Claudel (nominiert)
  - 1990: Bester Schnitt – Die Verlobung des Monsieur Hire (nominiert)
  - 1991: Bester Schnitt – Der Mann der Friseuse (nominiert)
  - 1997: Bester Schnitt – Ridicule – Von der Lächerlichkeit des Scheins (nominiert)
  - 2000: Bester Schnitt – Die Frau auf der Brücke (nominiert)